# Episodi di Chicago Med (ottava stagione)
L'ottava stagione della serie televisiva Chicago Med, composta da 22 episodi, è stata trasmessa in prima visione negli Stati Uniti d'America da NBC, dal 21 settembre 2022 al 24 maggio 2023. 
In Italia è andata in onda dal 15 novembre 2022 al 22 agosto 2023 su Sky Serie. In chiaro viene trasmessa su Italia 1 dal 17 agosto 2023.
| nº | Titolo originale                                      | Titolo italiano                        | Prima TV USA      | Prima TV Italia  |
| -- | ----------------------------------------------------- | -------------------------------------- | ----------------- | ---------------- |
| 1  | How Do You Begin To Count The Losses                  | Una grave perdita                      | 21 settembre 2022 | 15 novembre 2022 |
| 2  | (Caught Between) The Wrecking Ball and The Butterfly  | La crisalide                           | 28 settembre 2022 | 22 novembre 2022 |
| 3  | Winning The Battle, But Still Losing The War          | Il nuovo protocollo                    | 5 ottobre 2022    | 29 novembre 2022 |
| 4  | The Apple Doesn't Fall Far From The Teacher           | Maestri e discepoli                    | 12 ottobre 2022   | 6 dicembre 2022  |
| 5  | Yep, This Is The World We Live In                     | Questo è il nostro mondo               | 19 ottobre 2022   | 13 dicembre 2022 |
| 6  | Mamma Said There Would Be Days Like This              | La mamma me lo aveva detto             | 2 novembre 2022   | 20 dicembre 2022 |
| 7  | The Clothes Make The Man ... Or Do They?              | L'apparenza inganna                    | 9 novembre 2022   | 27 dicembre 2022 |
| 8  | Everyone's Fight a Battle You Know Nothing About      | Ognuno ha la propria battaglia         | 16 novembre 2022  | 3 gennaio 2023   |
| 9  | This Could Be the Start of Something New              | Un nuovo inizio                        | 7 dicembre 2022   | 10 gennaio 2023  |
| 10 | A Little Change Might Do Some Good                    | Il cambiamento aiuta                   | 4 gennaio 2023    | 30 maggio 2023   |
| 11 | It Is What It Is, Until It Isn't                      | Non è quello che sembra                | 11 gennaio 2023   | 6 giugno 2023    |
| 12 | We All Know What They Say About Assumptions           | Solo supposizioni                      | 18 gennaio 2023   | 13 giugno 2023   |
| 13 | It's an Ill Wind That Blows Nobody Good               | Non tutti i mali vengono per nuocere   | 15 febbraio 2023  | 20 giugno 2023   |
| 14 | On Days Like Today... Silver Linings Become Lifelines | Una visione ottimista ti salva la vita | 22 febbraio 2023  | 27 giugno 2023   |
| 15 | Those Times You Have To Cross The Line                | Ogni volta che hai esagerato           | 1º marzo 2023     | 4 luglio 2023    |
| 16 | What You See Isn't Always What You Get                | Le apparenze ingannano                 | 22 marzo 2023     | 11 luglio 2023   |
| 17 | Know When to Hold and When to Fold                    | Capire quando è il momento di lasciare | 29 marzo 2023     | 18 luglio 2023   |
| 18 | I Could See the Writing on the Wall                   | Segnali evidenti                       | 5 aprile 2023     | 25 luglio 2023   |
| 19 | Look Closely and You Might Hear the Truth             | Stai in silenzio e ascolta             | 3 maggio 2023     | 1º agosto 2023   |
| 20 | The Winds of Change Are Starting to Blow              | I venti del cambiamento                | 10 maggio 2023    | 8 agosto 2023    |
| 21 | Might Feel Like It's Time for a Change                | È il momento di cambiare               | 17 maggio 2023    | 15 agosto 2023   |
| 22 | Does One Door Close and Another One Open?             | Un futuro migliore                     | 24 maggio 2023    | 22 agosto 2023   |